# Bahnhof Dhronecken

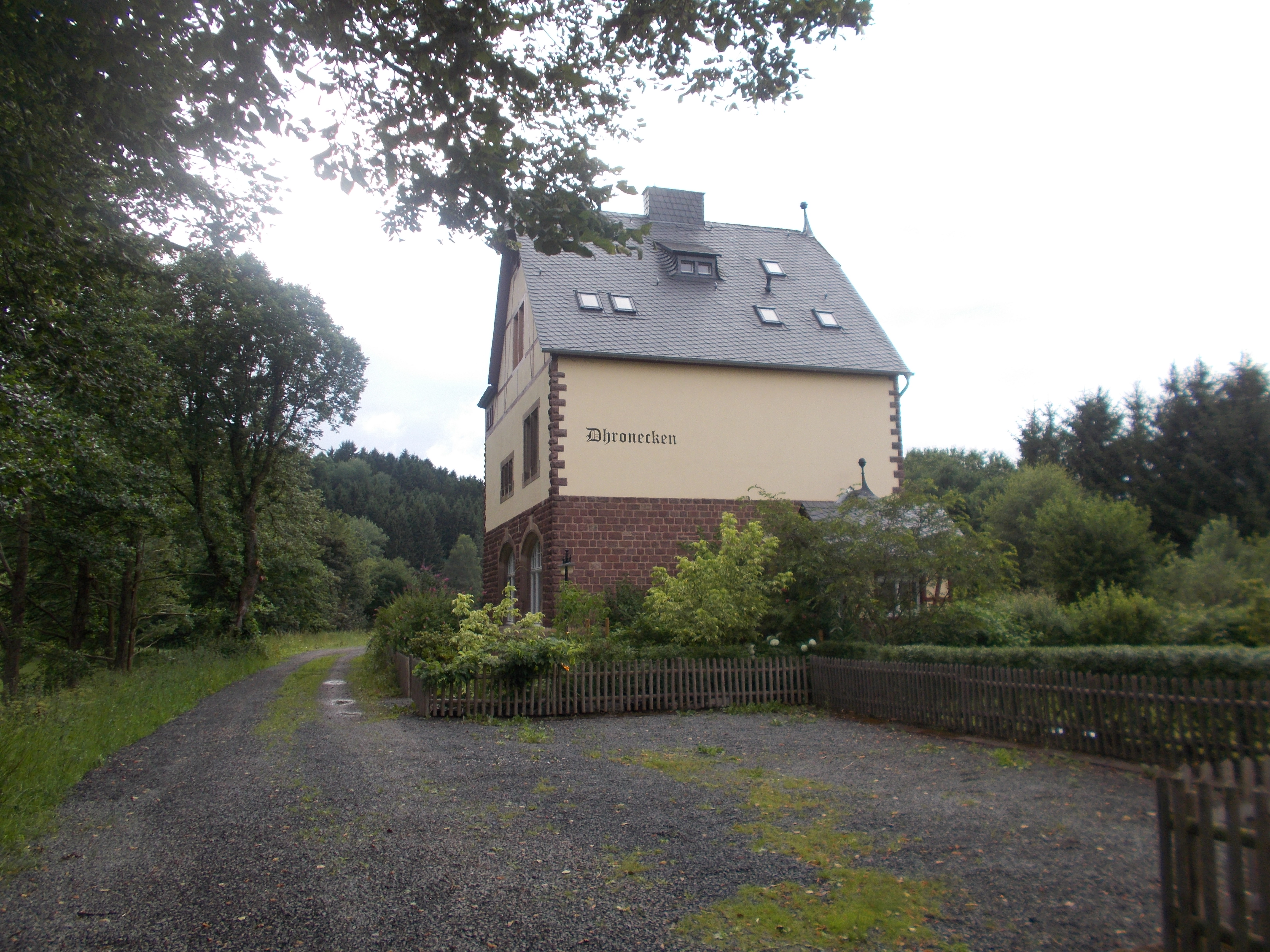
Empfangsgebäude

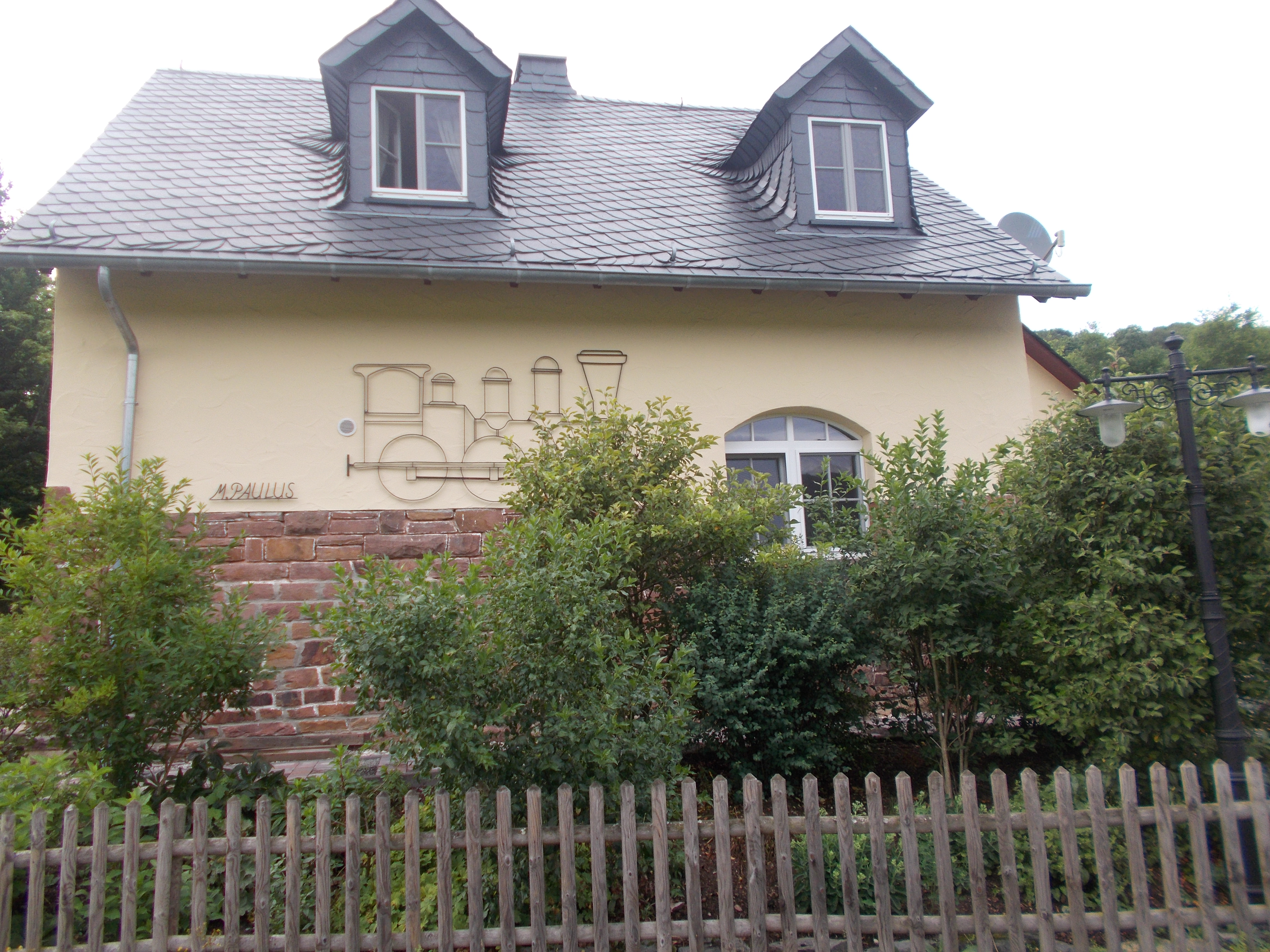
Wohnhaus

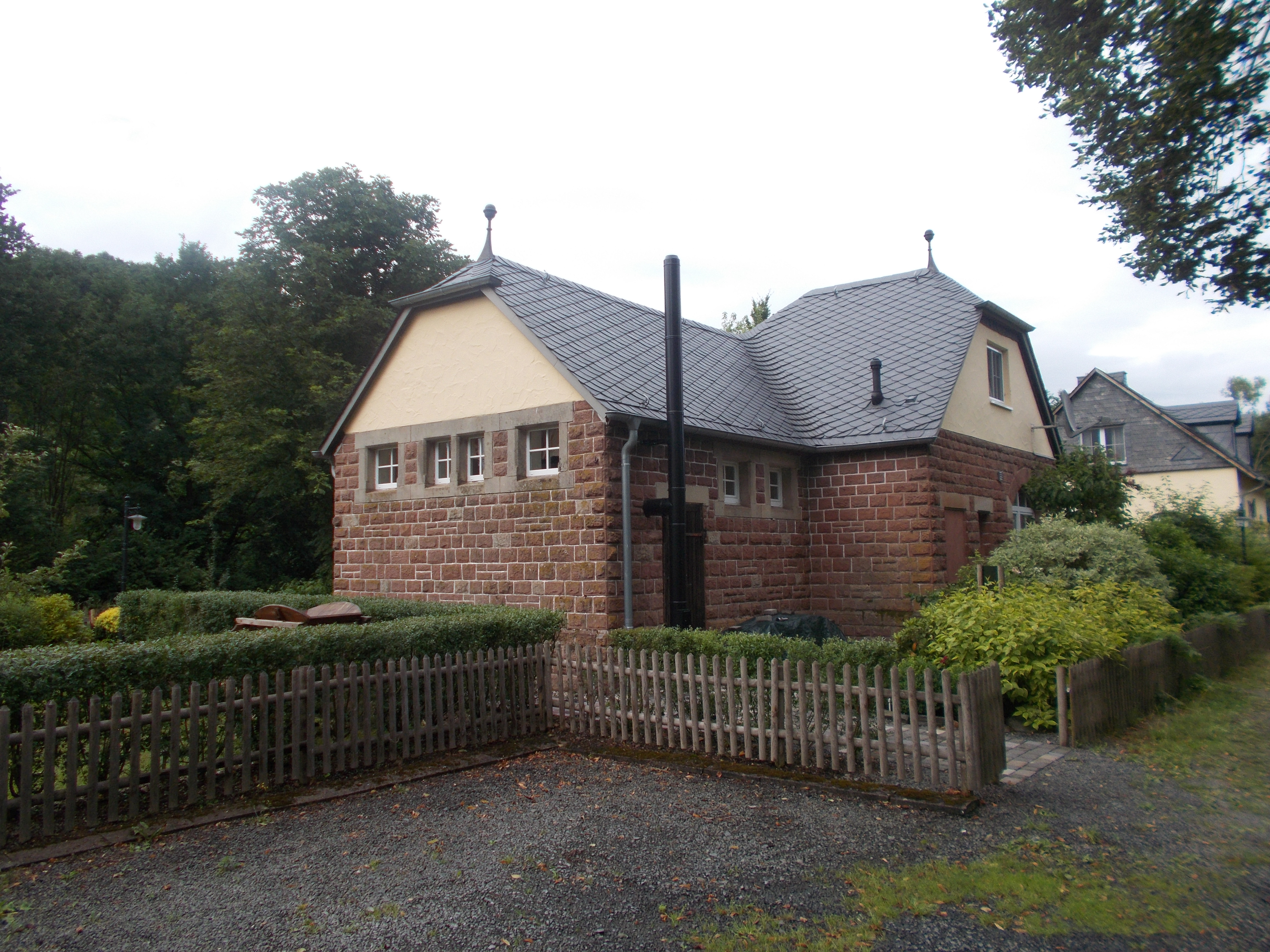
Ferienhaus

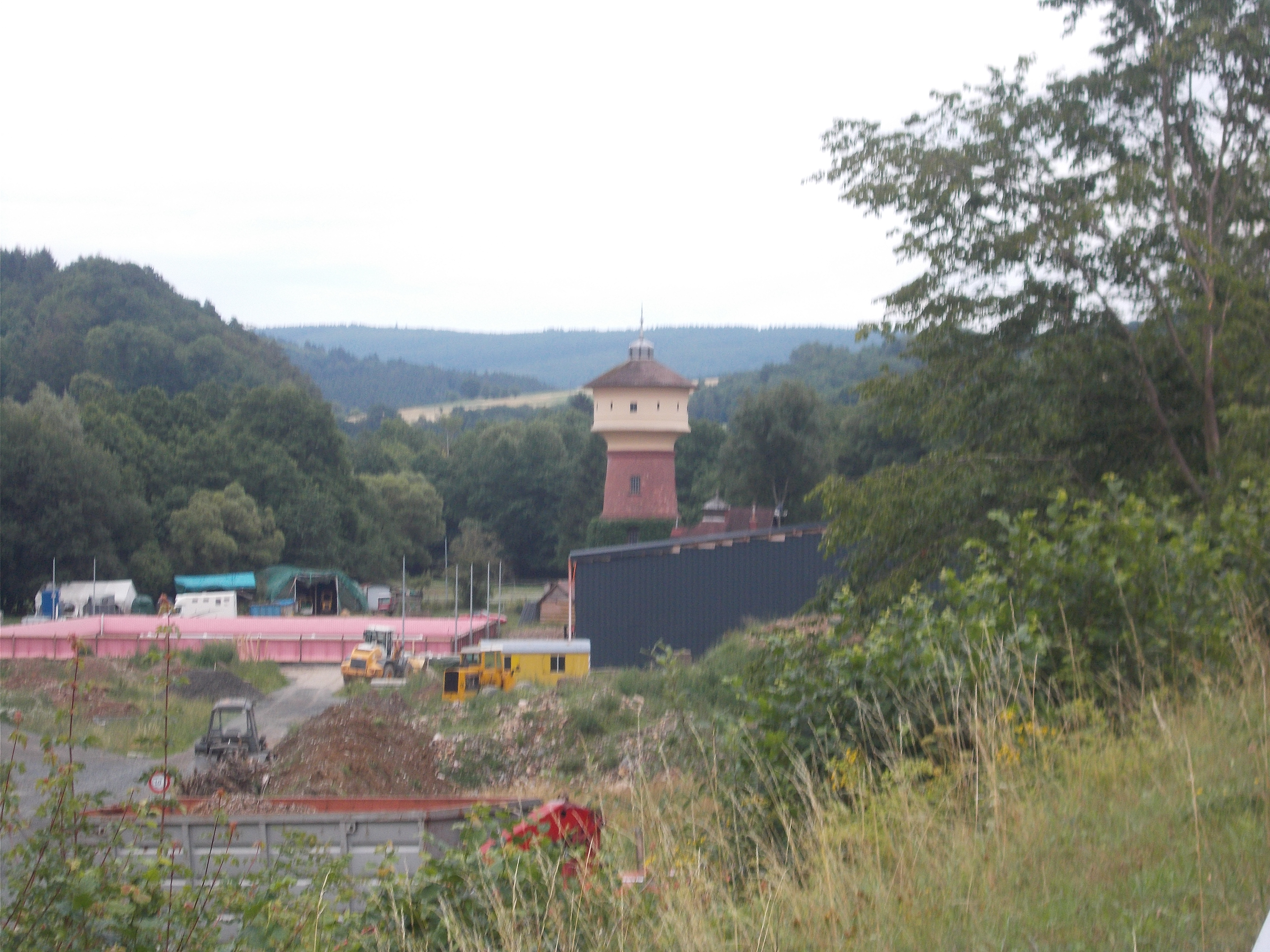
Wasserturm

Der Bahnhof Dhronecken war ein Bahnhof in Dhronecken an der Hunsrückquerbahn zwischen Hermeskeil und Morbach.

## Geschichte
Der Bahnhof wurde am 1. Oktober 1903 mit dem letzten Teilstück der Hunsrückquerbahn zwischen Hermeskeil und Thalfang eröffnet. Der erste Güterzug passierte den Bahnhof genau einen Monat später am 11. November 1903. Zur gleichen Zeit entstand auch der Hochbehälter unweit des Bahnhofs.
Der Bahnhof blieb bis 1953 unverändert. Bis 1955 befand sich das Schalterfenster in einer Tür.
Von 1962 bis zur Stilllegung 1976 war der Bahnhof nur noch ein Haltepunkt.
Während der NS-Diktatur passierten Viehwagen mit gelbem Stern, in denen Juden deportiert wurden, den Bahnhof. Im Zweiten Weltkrieg fuhren auch Güterzüge mit Kanonen, Geschütze und Soldaten durch Dhronecken. Seinerzeit wurden auch Raketen der Typen V1 und V2 abgeladen und weiter zum Erbeskopf transportiert worden, um von dort gegen England abgeschossen zu werden. Während des Krieges wurde auch ein zweiter Wasserturm errichtet, falls der Wasserturm im Tal beschossen werden sollte. Jener Ersatzbehälter existiert heute jedoch nicht mehr.
Ab den 1930er Jahren lebte der Bahnhofsvorstand Johann Paulus aus Malborn im Bahnhof. Als der Bahnhof in den 1970er Jahren versteigert wurde, konnten seine Enkel das Haus ersteigern und richteten dort unter anderem ein Ferienhaus ein. Die aufwendige Sanierung kostete rund 280000 Euro.

## Architektur und Bahnhofsumsfeld
Das Bahnhofsgebäude entstand Anfang des 20. Jahrhunderts recht zeitgleich mit seiner Eröffnung. Die Anlage besteht aus drei gleichzeitig errichteten und einheitlich gestalteten Gebäuden. Im Westen befindet sich das Empfangsgebäude mit Fachwerkgüterschuppen, wobei es sich um einen Typenbau mit Quadermauerwerk- und Putzflächen, großen Segmentbogenfenstern im Erd- und einfachen Rechtecköffnungen im Obergeschoss handelt. Baulich ähnliche Bauwerke kann man im Hunsrück und in der Eifel häufig finden, z. B. in Niederhausen (Nahe). Östlich des Empfangsgebäudes liegen zwei kleine Nebengebäude mit grundsätzlich ähnlicher Fassadengestaltung. Teile der Gebäude wurden als Wohnung des Bahnhofsvorstandes genutzt. Der gesamte Bahnhofskomplex steht heute unter Denkmalschutz.
Im Bahnhofsumfeld befindet sich auch ein denkmalgeschützter Wasserturm, der als „Königlicher Wasserturm“ als Wasserreservoir für Dampflokomotiven diente. Der um 1900 erbaute und 25 m hohe Turm erfüllte seine Funktion bis 1970 und gilt in dieser Form als Rarität. Das zugehörige Pumpenhaus wird heute als Reiterhof und Ferienhaus genutzt. Das Ambiente des Reiterhofs konzentriert sich auf den Wilden Westen und typische Country-Feeling. Bei den hier ausgerichteten Reiterfesten konnten bereits Gunter Gabriel und Truck Stop engagiert werden.
Seit der Sanierung wird im mittleren der drei Bahnhofsgebäude das Ferienhaus Lampenhäuschen betrieben.